# Theocentrisme
De term theocentrisme, uit Grieks θεός (theos, God) en κέντρον (kentron, midden van de cirkel), verwijst naar een religieuze overtuiging waarin een god, of meerdere goden, de wezenlijke kern uitmaken van het menselijk wereldbeeld. Het theocentrisme staat tegenover het antropocentrisme, dat de mens centraal stelt, om het menselijk bestaan zin te geven, en de hem omringende wereld te kunnen duiden. 
Reeds in de oudheid was een verschuiving merkbaar van theocentrisme naar antropocentrisme, een ontwikkeling die omstreeks 600 v.Chr. in gang werd gezet door de Griekse natuurfilosofen, waarvan Thales van Milete de eerste was.
De Europese middeleeuwen waren, onder invloed van het christendom, in hoofdzaak theocentrisch gericht. Vanaf de renaissance, en vooral tijdens de zeventiende-eeuwse Verlichting met de opkomst van de natuurwetenschappen, won het antropocentrische wereldbeeld opnieuw terrein.